# Socjologia wojny
Socjologia wojny – subdyscyplina socjologii, zajmująca się badaniem źródeł i następstw społecznych wojen.
Socjologię wojny należy rozróżnić od socjologii wojska.